# Sant Joan de Térmens
Sant Joan de Térmens és una església de Térmens (Noguera) inclosa a l'Inventari del Patrimoni Arquitectònic de Catalunya.

## Descripció

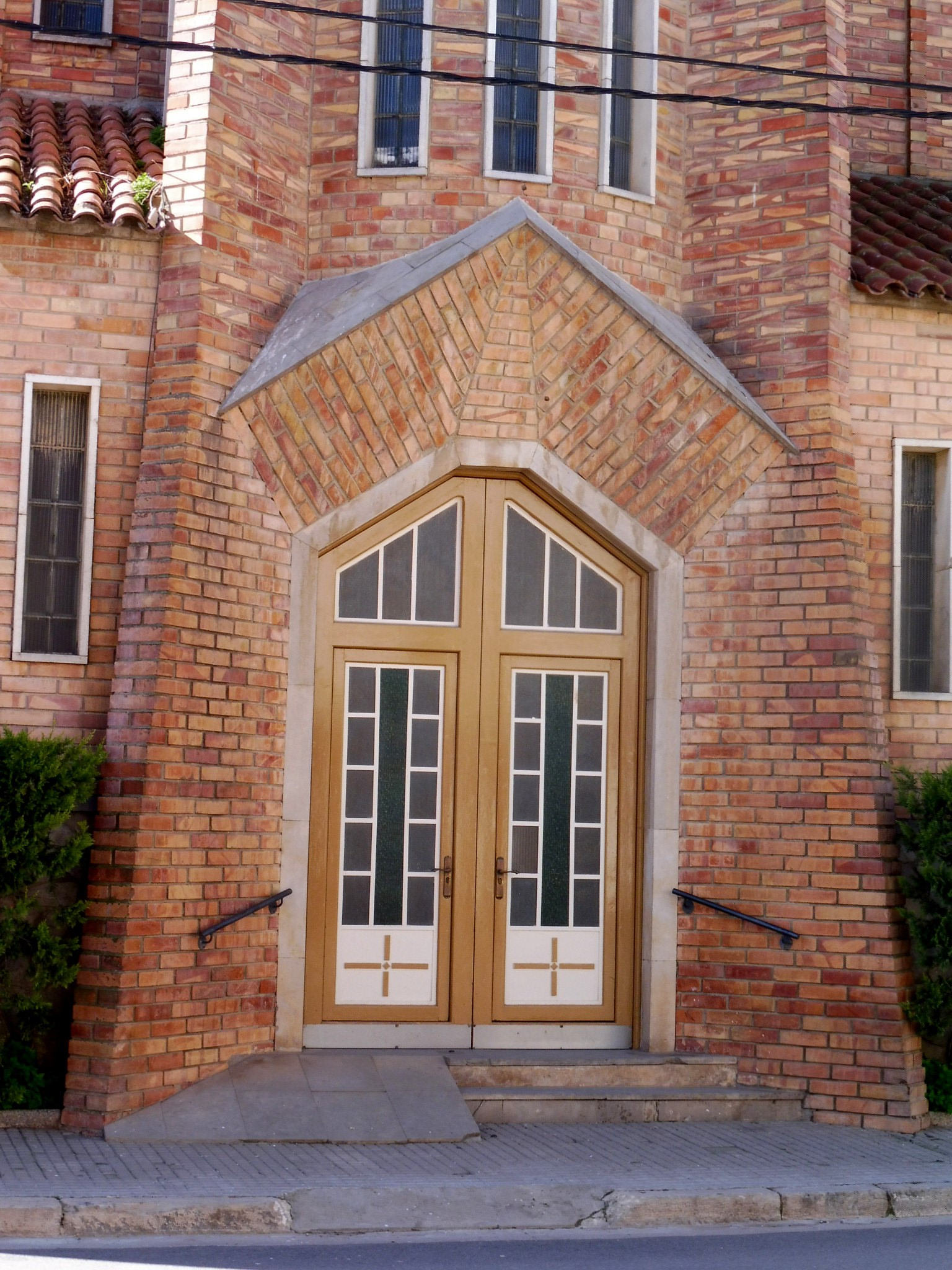
Portada

Església de nova construcció seguint les línies modernes. Obra de totxo amb una nau i capelles adossades als laterals.
És una peça que s'ha col·locat dins l'esquema de l'arquitectura moderna, concretament dins el racionalisme.

## Història
La construcció d'aquesta església és molt recent, per tal de cobrir les necessitats religioses del poble, ja que l'església vella era insuficient i es trobava en mal estat.
L'edificació d'aquesta nova església fou costejada per la gent del poble i per FECSA.